# Uromyces stipinus
Uromyces stipinus ist eine Ständerpilzart aus der Ordnung der Rostpilze (Pucciniales). Der Pilz ist ein Endoparasit des Süßgrases Stipa rubens. Symptome des Befalls durch die Art sind Rostflecken und Pusteln auf den Blattoberflächen der Wirtspflanzen. Sie ist in Kasachstan endemisch.

## Merkmale

### Makroskopische Merkmale
Uromyces stipinus ist mit bloßem Auge nur anhand der auf der Oberfläche des Wirtes hervortretenden Sporenlager zu erkennen. Sie wachsen in Nestern, die als gelbliche bis braune Flecken und Pusteln auf den Blattoberflächen erscheinen.

### Mikroskopische Merkmale
Das Myzel von Uromyces stipinus wächst wie bei allen Uromyces-Arten interzellulär und bildet Saugfäden, die in das Speichergewebe des Wirtes wachsen. Die Spermogonien und Aecien der Art sind nicht bekannt, gleiches gilt für die Uredien des Pilzes. Die Telien der Art wurden bislang nicht näher beschrieben. Die hellbraunen Teliosporen sind einzellig, in der Regel eiförmig bis länglich und 24–32 × 16–21 µm groß. An ihrer Spitze besitzen sie eine bis zu 11 µm dicke Kappe, die sich hell abzeichnet.

## Verbreitung
Das bekannte Verbreitungsgebiet von Uromyces stipinus umfasst lediglich Kasachstan.

## Ökologie
Die Wirtspflanze von Uromyces stipinus ist Stipa rubens. Der Pilz ernährt sich von den im Speichergewebe der Pflanzen vorhandenen Nährstoffen, seine Sporenlager brechen später durch die Blattoberfläche und setzen Sporen frei. Die Art durchläuft einen Entwicklungszyklus, von dem bisher nur Telien, ihre Sporen sowie deren Wirt bekannt sind; Uredien, Spermogonien oder Aecien beziehungsweise ihre Sporen konnten ihr nicht zugewiesen werden.